# اردوگاه کار اجباری میتلباو-دورا

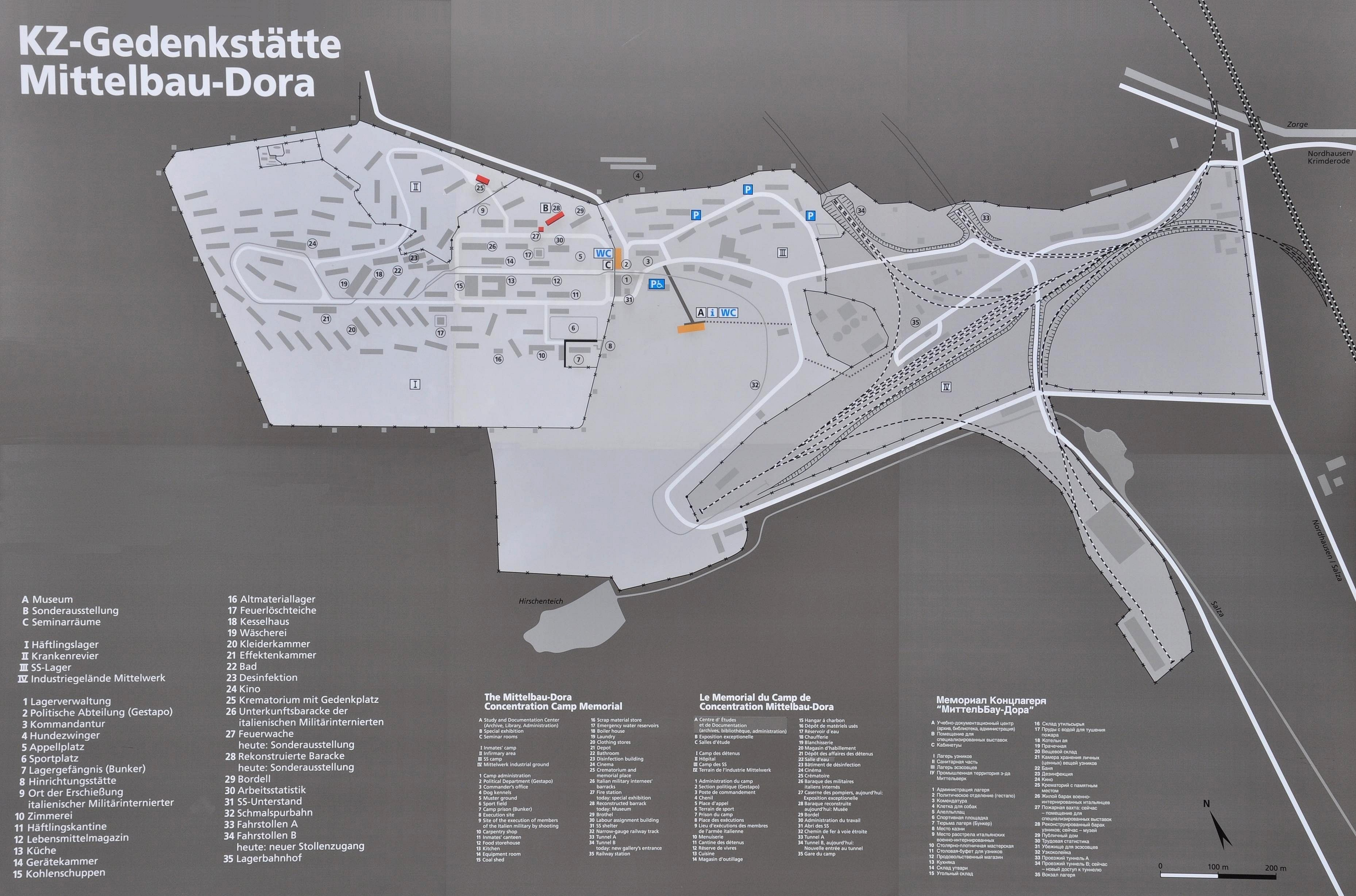
نقشه میتلباو-دورا

میتلباو-دورا (همچنین دورا-میتلباو و نوردهاوزن-دورا) یک اردوگاه کار اجباری نازی بود که در نزدیکی نوردهاوزن در تورینگن آلمان قرار داشت. این اردوگاه در اواخر تابستان ۱۹۴۳ به عنوان یک اردوگاه فرعی از اردوگاه کار اجباری بوخنوالت تأسیس شد و نیروی کار برده از بسیاری از کشورهای شرقی اشغال شده توسط آلمان را تأمین می‌کرد. این نیروی کار برای گسترش تونل‌های نزدیک در کوهنشتاین و برای تولید موشک فاو-۲ و بمب پرنده فاو-۱ استفاده می‌شد.
در سال ۱۹۴۵، بیشتر زندانیان بازمانده توسط اس‌اس به راهپیمایی‌های مرگ فرستاده شدند یا در قطارهای باری فشرده شدند. در ۱۱ آوریل ۱۹۴۵، نیروهای آمریکایی زندانیان باقی‌مانده را آزاد کردند.
با زندانیان در دورا-میتلباو به شیوه‌ای بی‌رحمانه و غیرانسانی رفتار می‌شد، آنها روزانه ۱۴ ساعت کار می‌کردند و از دسترسی به بهداشت اولیه، تخت‌خواب و جیره غذایی کافی محروم بودند. حدود یک سوم از تقریباً ۶۰,۰۰۰ زندانی که به دورا-میتلباو فرستاده شدند، جان خود را از دست دادند.

## تأسیس اردوگاه
تنها ده روز پس از حمله به Peenemünde، در ۲۸ اوت ۱۹۴۳، اولین گروه ۱۰۷ نفره از زندانیان اردوگاه کار اجباری بوخنوالت همراه با نگهبانان اس‌اس خود به کوهنشتاین رسیدند. نام رسمی این اردوگاه فرعی جدید بوخنوالت اربایتسلاگر دورا (Arbeitslager Dora) بود. در ۲ سپتامبر ۱۹۴۳، ۱,۲۲۳ زندانی دیگر از بوخنوالت به آن‌جا منتقل شدند و کارگران Peenemünde در اواسط اکتبر رسیدند. در ماه‌های بعد، زندانیان بیشتری تقریباً هر روز از بوخنوالد به این منطقه آورده شدند. تا اواخر سپتامبر، تعداد کارگران به بیش از ۳,۰۰۰ نفر، تا اواخر اکتبر به ۶,۸۰۰ نفر و تا کریسمس ۱۹۴۳ به بیش از ۱۰,۵۰۰ نفر رسیده بود. از آنجا که در ابتدا کلبه‌ای وجود نداشت، زندانیان در داخل تونل‌ها اسکان داده شدند.
هیچ امکانات بهداشتی به جز بشکه‌هایی که به عنوان توالت استفاده می‌شدند، وجود نداشت. زندانیان (که اکثر آن‌ها از اتحاد جماهیر شوروی، لهستان یا فرانسه بودند) از گرسنگی، تشنگی، سرما و کار بیش از حد جان می‌دادند. در طول ماه‌های اول، بیشتر کارها شامل ساخت‌وساز سنگین و حمل‌ونقل بود. تنها در ژانویه ۱۹۴۴، هنگامی که تولید آ۴/وی-۲ آغاز شد، اولین زندانیان به اردوگاه جدید روی زمین در سمت جنوبی کوه منتقل شدند. بسیاری از آن‌ها تا مه ۱۹۴۴ مجبور بودند در تونل‌ها بخوابند.

در این ماه‌های اولیه، از اکتبر ۱۹۴۳ تا مارس ۱۹۴۴، از مجموع ۱۷,۵۰۰ کارگر برده، نزدیک به ۲,۹۰۰ نفر در دورا جان باختند. ۳,۰۰۰ نفر دیگر که بسیار بیمار یا در حال مرگ بودند به اردوگاه‌های کار اجباری لوبلین-مایدانک و برگن-بلزن فرستاده شدند. تعداد کمی از آن‌ها زنده ماندند. در پایان سال ۱۹۴۳، گروه‌های کاری دورا «بالاترین نرخ مرگ‌ومیر را در کل سیستم اردوگاه‌های کار اجباری» داشتند.

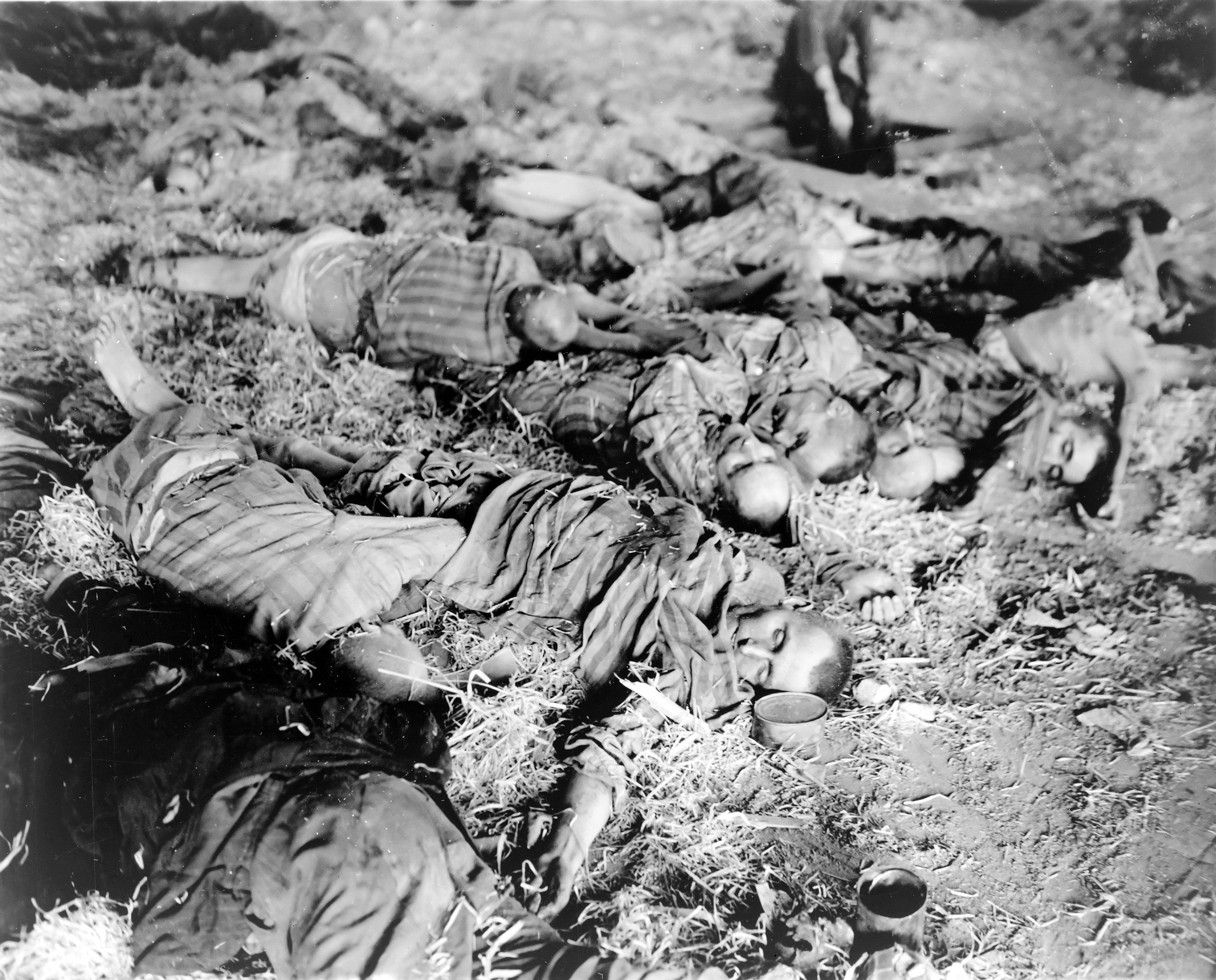
کارگران مرده در ردیف‌های نامنظم روی کف سربازخانه‌های اردوگاه دراز کشیده‌اند.

تا اواخر سال ۱۹۴۳، تولید آغاز شده بود. در ۱۰ دسامبر، آلبرت اشپر و کارکنانش از تونل‌ها بازدید کردند و شرایط وحشتناک را مشاهده کرده و آن‌ها را پر از اجساد یافتند. برخی از کارکنان اشپر چنان شوکه شده بودند که مجبور شدند مرخصی اضافی بگیرند. یک هفته بعد، اشپیر به هنس کاملر نامه‌ای نوشت و به او به خاطر موفقیتش «در تبدیل تأسیسات زیرزمینی... از وضعیت خام دو ماه پیش به کارخانه‌ای که در اروپا بی‌همتاست و حتی با استانداردهای آمریکایی نیز برابری می‌کند. من از این فرصت استفاده می‌کنم تا قدردانی خود را برای این دستاورد منحصر به فرد ابراز کنم و از شما بخواهم که در آینده نیز به این روش شگفت‌انگیز از آقای دگنکلب حمایت کنید».

### ساخت‌وساز و اردوگاه‌های فرعی
در ۳۱ دسامبر ۱۹۴۳، ساخت اردوگاه روی زمین، کمتر از یک کیلومتر از ورودی تونل B به اندازه کافی تکمیل شد تا کارگران بتوانند به آنجا نقل مکان کنند. محل اقامت زیرزمینی زندانیان (Schlafstollen یا «تونل‌های خواب») در ماه مه ۱۹۴۴ برچیده شد.
علاوه بر اردوگاه اصلی دورا، که به طور متوسط ۱۵،۰۰۰ زندانی را در خود جای می‌داد، زیراردوگاه‌های اصلی عبارت بودند از Lager Ellrich (تاسیس شده در ۲ مه ۱۹۴۴، با میانگین حدود ۸،۰۰۰ زندانی)، Lager Harzungen (۱ آوریل ۱۹۴۴، ۴،۰۰۰ زندانی)، Lager Rottleberode (۱۳ مارس ۱۹۴۴، ۱،۰۰۰ زندانی) و واحدهای ساخت و ساز SS III و IV (در مجموع حدود ۳،۰۰۰ زندانی، توزیع شده در چندین اردوگاه کوچک در امتداد خط آهن تازه ساخته شده بین نوردهاوزن و هرتسبرگ آم هارتس). پس از استقلال رسمی میتلباو، زیراردوگاه‌های بیشتری اضافه شدند. تا بهار ۱۹۴۵، تعداد زندانیان در حدود ۴۰ اردوگاه به بیش از ۴۰،۰۰۰ نفر رسید.
از بهار/تابستان ۱۹۴۴، اردوگاه به مرکز سیستم زیراردوگاه خود تبدیل شد. در اصل، این‌ها هنوز بخشی از سیستم بوخنوالت بودند. با ایجاد Jägerstab (ستاد جنگنده)، به رهبری اشپر، به عنوان نهادی برای نظارت بر افزایش تولید هواپیماهای جنگنده و انتقال تولیدهای نظامی به زیرزمین، تأسیساتی برای تولید هواپیماهای جنگنده برای شرکت یونکرس قرار بود در اطراف نوردهاوزن ایجاد شود - همراه با زیرساخت‌های لازم. علاوه بر این، پس از ایجاد Geilenbergstab (به نام ادموند گایلنبرگ)، در تابستان ۱۹۴۴ ساخت و ساز زیرزمینی بیشتری برای صنعت نفت آلمان درخواست شد. تقاضا برای کارگران برای این پروژه‌ها با زندانیان اردوگاه‌های کار اجباری، و همچنین با کارگران اجباری خارجی، اسرای جنگی و آلمانی‌های اجبارشده برآورده شد.
مدیریت اساس در اواخر سپتامبر ۱۹۴۴ میتلباو-دورا را از بوخنوالت جدا کرد و دورا مرکز آن شد. در واقع، اردوگاه جدید در ۱ نوامبر ۱۹۴۴ با ۳۲،۴۷۱ زندانی رسماً راه‌اندازی شد.

## زندانیان
زندانیان از تقریباً تمام کشورهای اروپا آمده بودند؛ بسیاری از آن‌ها به دلایل سیاسی دستگیر شده بودند. پس از ماه مه ۱۹۴۴، یهودیان نیز به میتلباو آورده شدند. با انحلال به اصطلاح Zigeuner-Familienlager (اردوگاه خانوادگی کولی‌ها) در آشویتس-بیرکناو، اس‌اس بسیاری از کولی‌ها و سینتی‌ها را بین آوریل و اوت ۱۹۴۴ به میتلباو منتقل کرد.

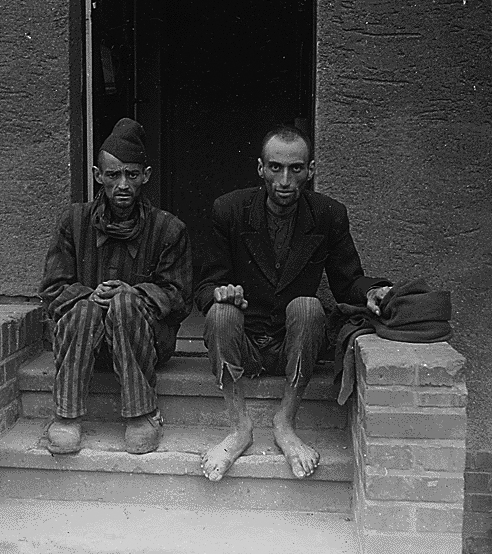
بازماندگان لاغر شده نورهاوزن پس از آزادسازی اردوگاه، ۱۲ آوریل ۱۹۴۵ کشف شدند.

زندانیان در معرض خشونت شدید قرار داشتند. در نتیجه، آن‌ها اغلب دچار آسیب‌های جسمی، از جمله ناتوانی دائمی, بدشکلی، مرگ می‌شدند. ضرب و شتم شدید امری روزمره بود، همانطور که گرسنگی عمدی، شکنجه و اعدام‌های فوری.
در مجموع، حدود ۶۰،۰۰۰ زندانی بین اوت ۱۹۴۳ و مارس ۱۹۴۵ از اردوگاه‌های میتلباو عبور کردند. تعیین دقیق تعداد افراد کشته شده غیرممکن است. پرونده‌های اس‌اس حدود ۱۲،۰۰۰ کشته را ثبت کرده‌اند. علاوه بر این، تعداد نامشخصی از زندانیان ثبت نشده در اردوگاه‌ها جان باختند یا به قتل رسیدند. حدود ۵،۰۰۰ بیمار و در حال مرگ در اوایل ۱۹۴۴ و در مارس ۱۹۴۵ به لوبلین و برگن-بلسن فرستاده شدند.
از میان کشته شدگان، حدود ۳۵۰ نفر به دار آویخته شدند (از جمله ۲۰۰ نفر به اتهام خرابکاری). نرخ اعدام‌ها به طور قابل توجهی پس از ورود پرسنل از آشویتس افزایش یافت: در فوریه و مارس ۱۹۴۵، اس‌اس در برخی روزها ۳۰ نفر، و در یک مورد حتی ۵۰ زندانی را به دار آویخت.

## عملیات اردوگاه

### تولید راکت

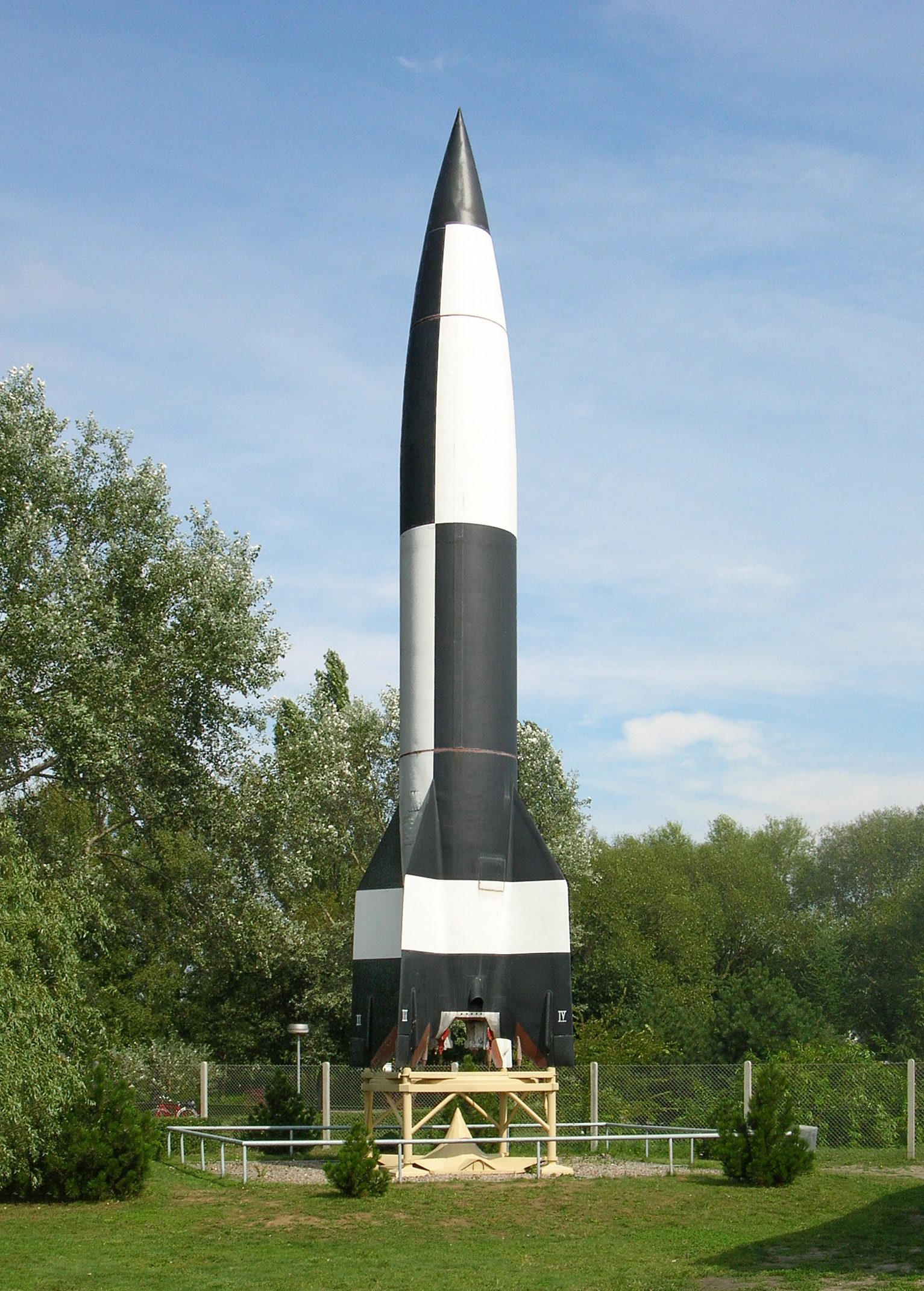
موشک V2 در موزه Peenemünde

در ۱ ژانویه ۱۹۴۴، میتلورک اولین سه راکت خود را تحویل داد که همگی از نقص‌های جدی تولید رنج می‌بردند. اس‌اس زندانیانی را که در پاییز و زمستان ۱۹۴۳/۴۴ تونل‌ها را گسترش داده بودند، برای کار واقعی تولید غیرقابل استفاده می‌دانست، زیرا یا بسیار ضعیف شده بودند یا برای کار در خطوط مونتاژ صلاحیت نداشتند. در نتیجه، زندانیان جدیدی از اردوگاه‌های اجباری دیگر آورده شدند. از مارس ۱۹۴۴، دیگران به زیراردوگاه‌های تازه ایجاد شده در اطراف نوردهاوزن منتقل شدند، جایی که به حفر تونل‌های جدید یا کار در سایت‌های ساختمانی روی زمین ادامه دادند.
تا اواخر ژانویه، ۵۶ راکت تولید شده بود. تا ماه مه، تولید ماهانه به ۴۰۰ واحد رسید. هنوز نقص‌هایی وجود داشت که منجر به انفجارهایی در سکوی پرتاب و در هوا می‌شد. تولید هنوز بسیار پایین‌تر از هدف ۱،۰۰۰ واحد در ماه بود. ورنر فون براون در ۲۵ ژانویه ۱۹۴۴ و دوباره در ۶ مه ۱۹۴۴ از کارخانه نوردهاوزن بازدید کرد، زمانی که با والتر دورنبرگر، آرتور رودولف و آلبین ساواتزکی ملاقات کرد و درباره نیاز به به بردگی گرفتن ۱،۸۰۰ کارگر ماهر فرانسوی دیگر بحث کرد.

در ۸ سپتامبر ۱۹۴۴، اولین موشک فاو-۲ ساخته شده در میتلباو با موفقیت به سمت لندن پرتاب شد. در آن ماه، تولید به ۶۰۰ واحد رسید، سرعتی که تا فوریه 

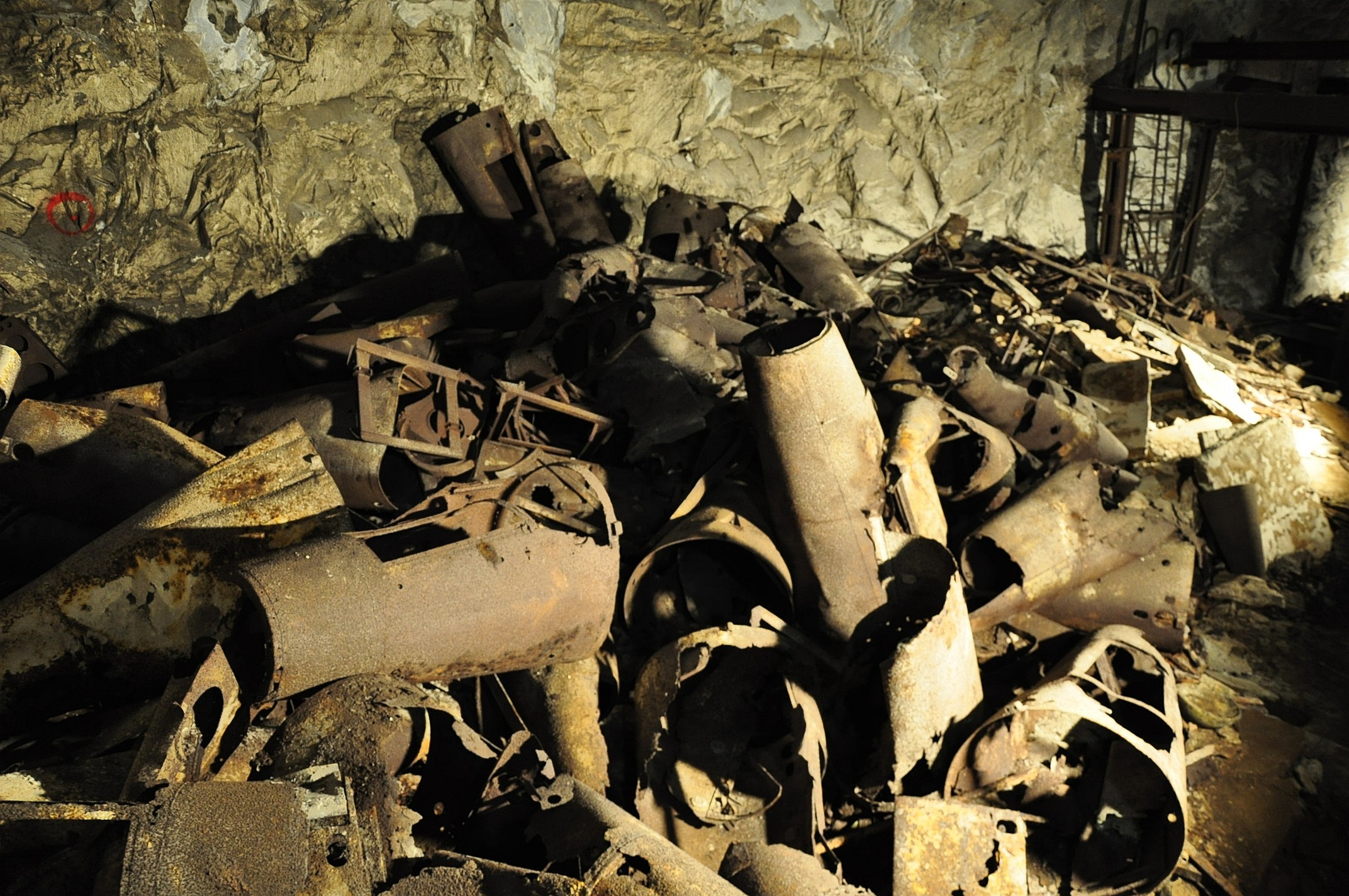
بخش‌هایی از بمب‌ها و موشک‌ها هنوز راهروهای زیرزمینی اردوگاه را پر می‌کنند (۲۰۱۲).

۱۹۴۵ حفظ شد.

### کاهش در تولید
تا زمانی که دورا در نوامبر ۱۹۴۴ عملیاتی شد، کاهش میتلباو-دورا قبلاً آغاز شده بود. با ازدحام بیش از حد زیر اردوگاه‌ها و سردتر شدن هوا، شرایط در تمام اردوگاه‌ها بدتر شد و میزان مرگ و میر به طور قابل توجهی افزایش یافت. پس از رسیدن به اوج ۷۵۰ کشته در ماه در مارس ۱۹۴۴، این تعداد تا تابستان به ۱۰۰ تا ۱۵۰ کشته در ماه کاهش یافته بود. از نوامبر تعداد کشته‌ها دوباره افزایش یافت و در دسامبر ۱۹۴۴، آمار رسمی ۵۷۰ کشته در ماه بود که ۵۰۰ نفر از آنها در Lager Ellrich جان باختند.

#### انتقال از آشویتس
در اواخر سال ۱۹۴۴، اس‌اس شروع به تخلیه زندانیان آشویتس و گروس-روزن در برابر پیشروی ارتش سرخ کرد. بسیاری از آنها به میتلباو منتقل شدند. تا مارس ۱۹۴۵، حدود ۱۶،۰۰۰ زندانی، از جمله زنان و کودکان، وارد شدند. اگرچه بسیاری در مسیر جان باختند، این امر تعداد یهودیان در میتلباو را افزایش داد. کسانی که زنده ماندند اغلب بسیار ضعیف یا بیمار بودند. 
بار دیگر، میزان مرگ و میر افزایش یافت: بین ژانویه و اوایل آوریل ۱۹۴۵، حدود ۶،۰۰۰ زندانی جان باختند که حدود ۳،۰۰۰ نفر از آنها در Boelcke-Kaserne (یک پادگان سابق لوفت‌وافه) در نوردهاوزن بود که پس از ژانویه ۱۹۴۵ توسط اس‌اس به عنوان اردوگاه مرگ اصلی برای سیستم میتلباو استفاده می‌شد. 
همچنین از ژانویه تا آوریل ۱۹۴۵، حداقل ۱،۷۰۰ موشک فاو-۲ و بیش از ۶،۰۰۰ موشک فاو-۱ ساخته شد.

## تخلیه
در اوایل آوریل ۱۹۴۵، همزمان با پیشروی نیروهای آمریکایی به سمت هارتس، اس‌اس تصمیم گرفت اکثر اردوگاه‌های میتلباو را تخلیه کند. با عجله زیاد و خشونت قابل توجهی، زندانیان مجبور شدند سوار واگن‌های باری شوند. چندین قطار، هر کدام با هزاران زندانی، تا ۶ آوریل منطقه را به سمت برگن-بلسن، زاکسن‌هاوزن و راونسبروک ترک کردند. دیگران مجبور شدند از میان تپه‌های هارتس به سمت شمال شرقی پیاده روی کنند. کسانی که نمی‌توانستند با این راهپیمایی‌های مرگ همراه شوند، توسط نگهبانان بدون محاکمه تیرباران می‌شدند.
بدترین جنایت در گاردلگن رخ داد، که به کشتار گراده‌لگن معروف است. بیش از ۱،۰۰۰ زندانی از اردوگاه‌های فرعی میتلباو و نوینگامه در انباری که به آتش کشیده شد، به قتل رسیدند. کسانی که زنده نسوختند، توسط اس‌اس، ورماخت و مردان فولکس‌اشتورم تیرباران شدند.
در مجموع، اگرچه آمار قابل اعتمادی از تعداد کشته‌شدگان در این انتقال‌ها وجود ندارد، تخمین‌ها تعداد زندانیان کشته شده را تا ۸،۰۰۰ نفر برآورد می‌کنند.

## آزادسازی

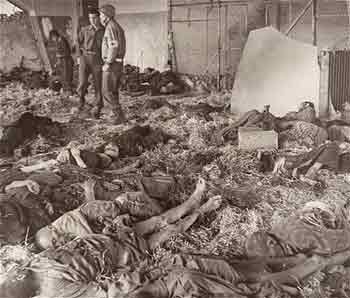
اجساد زندانیان در پادگان نوردهاوزن

از آنجا که بیشتر اردوگاه‌های سیستم میتلباو کاملاً تخلیه شده بودند، زندانیان زیادی برای آزادسازی توسط متفقین باقی نمانده بودند. اس‌اس چند صد زندانی بیمار را در دورا و در Boelcke-Kaserne رها کرد. آنها زمانی که نیروهای آمریکایی (شامل لشکر ۳ زرهی، لشکر ۱۰۴ پیاده و لشکر ۹ پیاده) در ۱۱ آوریل ۱۹۴۵ به نوردهاوزن رسیدند، آزاد شدند. همچنین حدود ۱،۳۰۰ زندانی مرده در سربازخانه‌ها وجود داشت.
خبرنگاران جنگی از زندانیان مرده و در حال مرگ در دورا عکس و فیلم تهیه کردند. مانند مستندسازی جنایات نازی‌ها در برگن-بلسن، این‌ها در سراسر جهان منتشر شدند و به برخی از شناخته‌شده‌ترین شواهد جنایات نازی‌ها تبدیل شدند.
بیشتر زندانیانی که از انتقال‌ها جان سالم به در بردند، در اواسط آوریل در برگن-بلسن یا سایر اردوگاه‌ها آزاد شدند. با این حال، برخی تا اوایل ماه مه زندانی ماندند و در مکلنبورگ یا اتریش آزاد شدند.
در مجموع، حتی برآوردهای محافظه‌کارانه تعداد افرادی را که از فرستاده شدن به میتلباو-دورا جان سالم به در نبردند، بیش از ۲۰،۰۰۰ نفر تخمین می‌زنند. بنابراین، حدود یک نفر از هر سه نفری که در اینجا محبوس بودند، جان سالم به در نبرد.